# Dvin (antično mesto)
Dvin (armensko Դուին, Դվին; [Δούβιος, Τίβιον] Napaka: {{Jezik-xx}}: transliteration text not Latin script (pos $1) (pomoč), arabsko دبيل,, latinizirano: Dabīl, Doubil, Duin, Dwin) je bilo veliko trgovsko mesto in prestolnica zgodnjesrednjeveške Armenije. Bilo je severno od prejšnje starodavne prestolnice Armenije, mesta Artaksata, ob bregovih reke Mecamor, 35 km južno od sodobnega Erevana. Kraj starodavnega mesta trenutno ni več kot velik hrib med modernim Hnaberdom (tik ob glavni cesti skozi Hnaberd) in Verinom Dvinom v Armeniji. Sistematična izkopavanja na Dvinu, ki so potekala od leta 1937, so prinesla obilo materiala, ki je osvetlil armensko kulturo od 5. do 13. stoletja.

## Ime
Starodavni armenski literarni viri skorajda vedno poimenujejo starodavno mesto Dvin kot Dwin ali Duin. Kasnejši avtorji so se zavzeli za oznako Dvin, ki je najpogostejša oblika v znanstveni literaturi .  Beseda je srednje iranskega izvora in pomeni 'hrib' .

## Zgodovina
Starodavno mesto Dvin je leta 335 zgradil Khosrov III. Kotak na mestu antičnega naselja in trdnjave iz 3. tisočletja pred našim štetjem. Od takrat se je mesto uporabljalo kot glavno prebivališče armenskih kraljev iz dinastije Arsakidov. Dvin se je pohvalil s približno 100.000 prebivalci različnih poklicev, vključno z umetnostjo in obrtjo, trgovino, ribolovom, itd.
Po padcu Armenskega kraljestva leta 428 je Dvin postal rezidenca sasanidskih guvernerjev (marzpan), bizantinskih kouropalates in pozneje omajadskih in abasodskih guvernerjev (ostikan). Pod vladavino Arsakidov je Dvin uspeval kot eno najbolj naseljenih in najbogatejših mest vzhodno od Konstantinopla. Njegova blaginja se je nadaljevala tudi po razdelitvi Armenije med Rimljane in sasanidske Perzijce, ko je postala provincialna prestolnica perzijske Armenije, sčasoma pa je postala tarča muslimanskih osvajanj. Po poročanju škofa in zgodovinarja Sebeosa in katolikosa Janeza V. Zgodovinarja je bil Dvin leta 640 ujet med vladavino Konstanca II. in katolikosa Ezra. Med arabskim osvajanjem Armenije je bil Dvin že leta 640 zajet in oropan. 6. januarja 642 so Arabci napadli mesto, ga zavzeli, pobili 12.000 prebivalcev in jih 35.000 odpeljali v suženjstvo. Dvin je postal središče pokrajine Arminija, Arabci so mesto poimenovali Dabil.
Čeprav je bila Armenija naslednji dve stoletji bojišče med Arabci in bizantinskimi silami, je v 9. stoletju še vedno cvetela. Pogosti potresi in nenehne vojne so od začetka 10. stoletja povzročili propad mesta. Med velikim potresom leta 893 je bilo mesto uničeno, skupaj z večino 70.000 prebivalcev .
Po uničujočem napadu Dajlamitov leta 1021, ki so opustošili mesto, so Dvin zajeli Šadadidi iz Ganja, vladal pa mu je Abu'l-Asvar Šavur ibn Fadl, ki ga je uspešno branil pred tremi bizantinskimi napadi v drugi polovici leta 1040. 
Leta 1064 so mesto zasedli Seldžuki. Šadadidi so še naprej vladali mestu kot vazali Seldžukov, dokler ni leta 1173 mesto osvojil gruzijski kralj Jurij III. V letih 1201-1203, v času vladavine kraljice Tamar, je bilo mesto spet pod gruzijsko oblastjo. Leta 1236 so mesto Mongoli popolnoma uničili. 
Dvin je bil rojstni kraj Najm ad-Din Ajuba in Asad ad-Din Širkuh bin Šadhija, kurdskih generalov v službi Seldžukov ; Najm ad-Din Ajubinov sin, Saladin je bil ustanovitelj rodbine Ajubidov. Saladin se je rodil v Tikritu v Iraku, njegova družina pa izvira iz starodavnega mesta Dvin.

## Stolnica sv. Gregorja
Na osrednjem trgu antičnega mesta je bila stolnica sv. Gregorja. Prvotno je bila zgrajen v 3. stoletju kot triladijski poganski tempelj s sedmimi pari notranjih konstrukcijskih podpor. Tempelj je bil v 4. stoletju obnovljen kot krščanska cerkev, s pentaedrsko apsido, ki je močno štrlela na vzhodni strani. Sredi 5. stoletja je bila obstoječi stavbi dodana zunanja obokana galerija. V času, ko je bila stolnica zgrajena, je bila največja v Armeniji in je merila 30,41 x 58,17 metra.
Umetelna dekoracija je krasila notranjost in zunanjost stavbe. Kapiteli stebrov so bili okrašeni s praproti podobnim reliefom, venci so bili izklesani v obliki treh prepletenih pramenov. Notranji tlak je bil sestavljen iz mozaičnih večbarvnih mehko toniranih plošč v geometrijskem vzorcu, dno apside pa je bilo v 7. stoletju okrašeno z mozaikom iz manjših kamnitih ploščic, ki so  predstavljale sveto Devico. Gre za najstarejšo mozaično upodobitev v Armeniji. Do sredine 7. stoletja je bila stolnica obnovljena v križno oblikovano cerkev s kupolo z apsidami, ki so štrlele iz njenih stranskih fasad. Vse, kar je danes ostalo od stolnice, so kamniti temelji, odkriti med arheološkimi izkopavanji v 20. stoletju.

## Galerija
- Map of Dvin
- Prva palača katolikov, zgrajena v 5. st., uničena okoli 572